# Cod ISTAT
Codul ISTAT (în italiană codice ISTAT) este un cod de identificare a municipiilor italiene folosit în scopuri statistice de Istituto Nazionale di Statistica (ISTAT).